# 黄泥埠水库
黄泥埠水库是中国江西省吉安市新干县金川镇境内的一座水库，位于沂江河上，建于1966年。水库正常库容为1170万立方米，平均水深为6.80米，集雨面积为18平方千米，海拔为62.5米。